# La Baronia de Rialb
La Baronia de Rialb település Spanyolországban, Lleida tartományban. La Baronia de Rialb Coll de Nargó, Peramola, Bassella, Tiurana, Ponts, Artesa de Segre és Isona i Conca Dellà községekkel határos. Lakosainak száma 231 fő (2024).

## Népesség
A település népessége az utóbbi években az alábbiak szerint változott:
| Lakosok száma | 228  | 1250 | 998  | 655  | 275  | 279  | 279  | 235  | 237  | 231  |
|               | 1717 | 1887 | 1936 | 1960 | 1986 | 2004 | 2009 | 2014 | 2019 | 2024 |